# Anoplophora chinensis
Anoplophora chinensis là một loài bọ cánh cứng trong họ Cerambycidae.
Đây là loài bản địa Nhật Bản, Trung Quốc, bán đảo Triều Tiên nơi chúng được xem là loài gây hại.
Mỗi con bọ cánh cứng loài này có thể đẻ tới 200 quả trứng sau khi giao phối và mỗi quả trứng được dính riêng rẽ trong vỏ cây. Sau khi ấu trùng bọ cánh cứng nở ra, nó nhai vào cây, tạo thành một lỗ sau đó được sử dụng làm nơi sinh sôi của bọ cánh cứng (quá trình phát triển từ ấu trùng đến trưởng thành). Từ khi đẻ trứng đến khi đẻ và trưởng thành có thể mất mười hai đến mười tám tháng.
Nhiễm bọ cánh cứng có thể giết chết nhiều loại cây gỗ cứng khác nhau cũng như các cây cam chanh, táo tây, thông Úc, dâm bụt, sycamore, liễu, lê, dâu, đậu triều, xoan, dương, vải, kim quất, sồi, và ficus.

## Hình ảnh

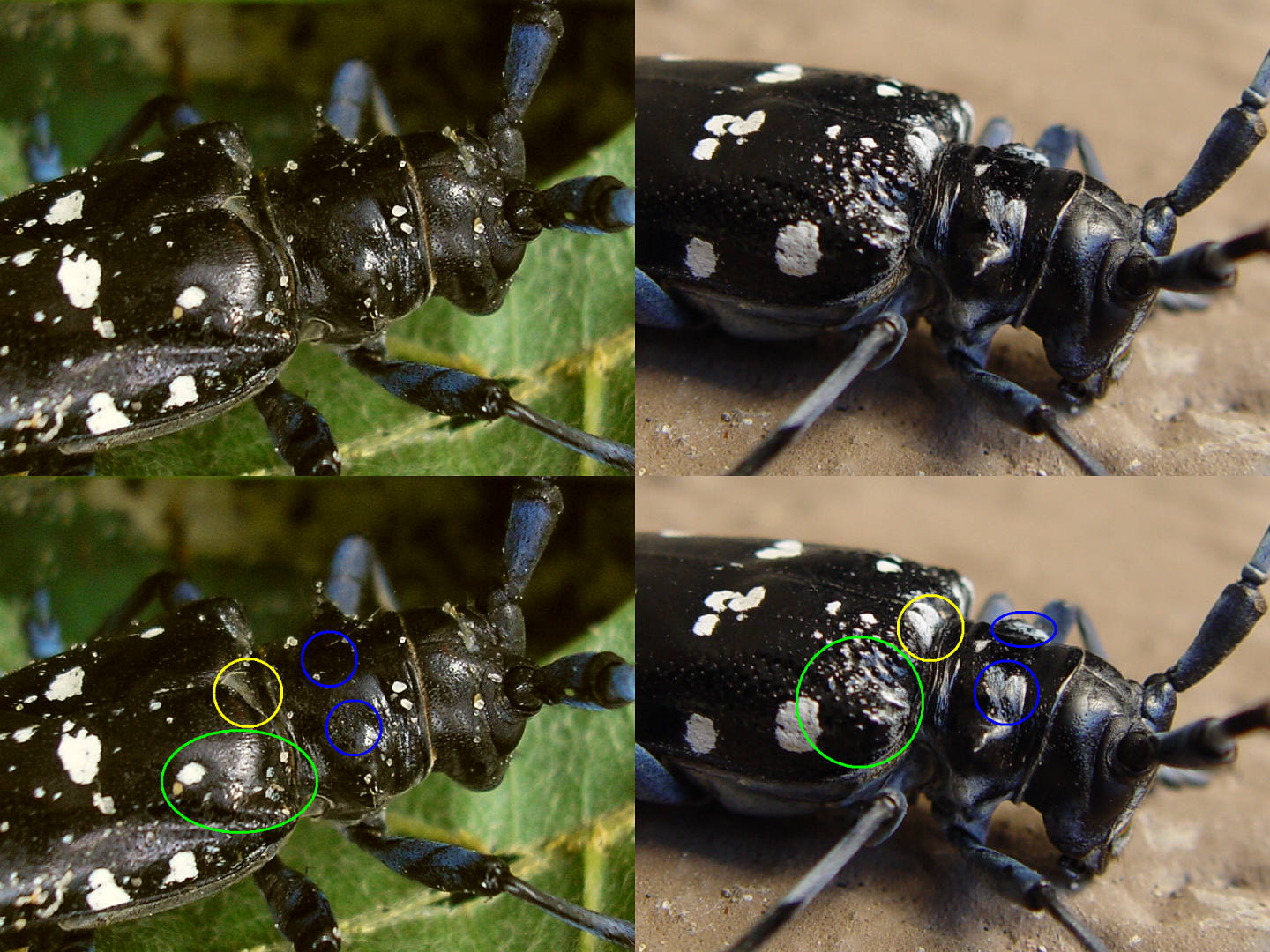
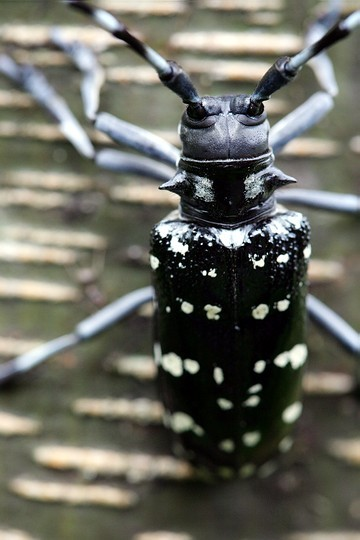
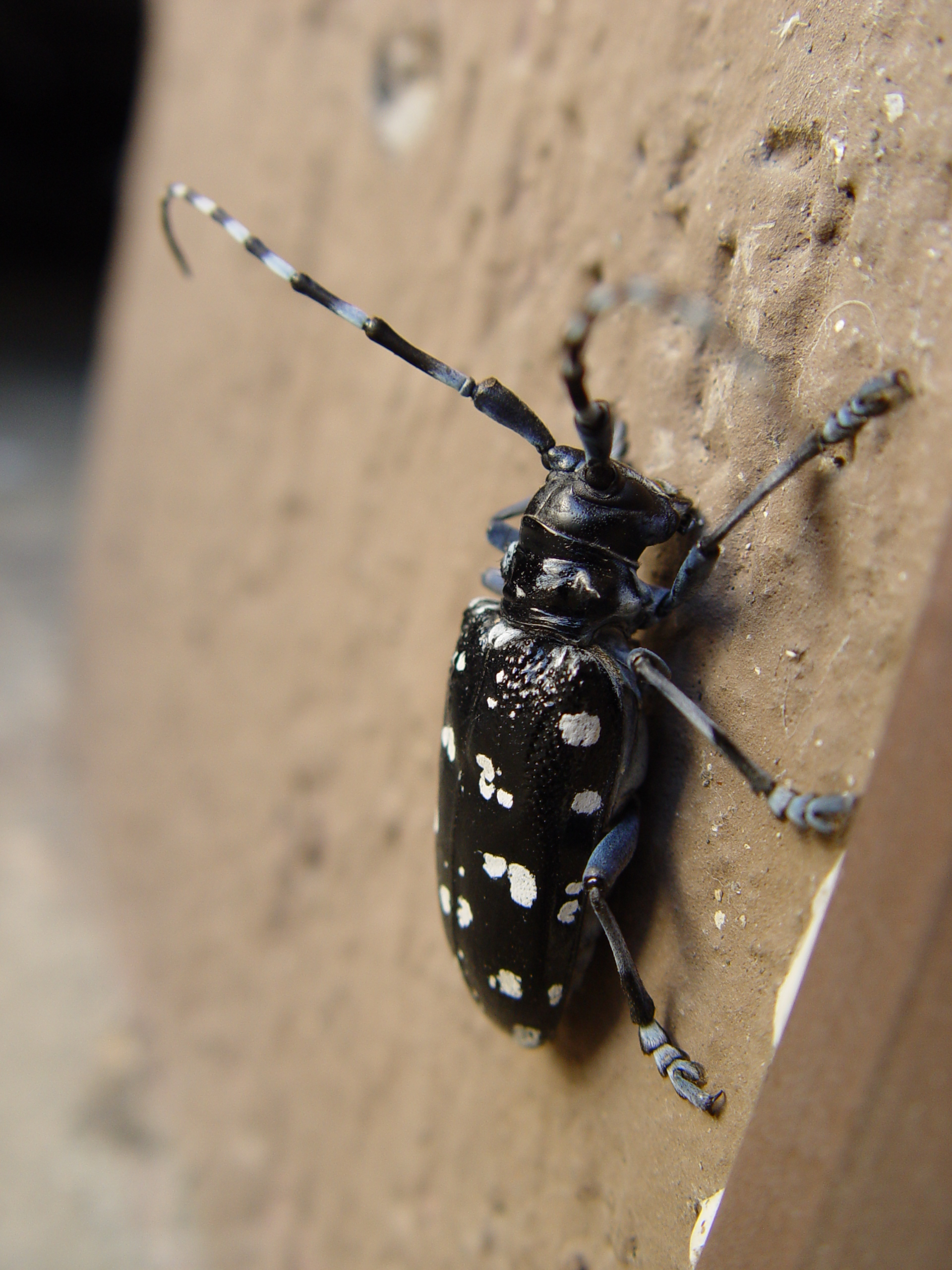
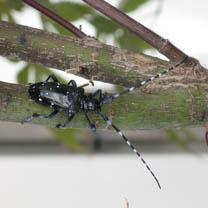